# Oleg Ogorodov
Oleg Ogorodov (* 16. Juli 1972 in Taschkent) ist ein ehemaliger usbekischer Tennisspieler.

## Karriere
Ogorodov feierte zunächst auf der zweitklassigen Challenger Tour Erfolge. Im Einzel gewann er in seiner Karriere vier Titel, im Doppel sieben weitere. Auf der ATP Tour konnte er ebenfalls einen Titel gewinnen: 1999 siegte er an der Seite von Marc Rosset bei seinem Heimat-Turnier in Taschkent. Zuvor stand er bereits 1997 in einem weiteren ATP-Finale in Chennai. Bei Grand-Slam-Turnieren erreichte er die zweite Runde bei den French Open 2002, was sein bestes Ergebnis darstellt. Seine höchste Einzelplatzierung in der Weltrangliste erreichte er am 13. Mai 1996 mit Position 101. Im Doppel erreichte er Rang 102 im Juli 1997.
Im Jahr 1996 nahm er an den Olympischen Sommerspielen in Atlanta teil. Er trat dabei sowohl im Einzel- als auch im Doppelwettbewerb an. Im Einzel traf er in der Auftaktrunde auf den Ungar Sándor Noszály, den er in zwei Sätzen besiegte. In der zweiten Runde musste er sich dem US-Amerikaner MaliVai Washington jedoch ebenso glatt in zwei Sätzen geschlagen geben. In der Doppelkonkurrenz unterlag er bereits in der Auftaktrunde an der Seite von Dmitriy Tomashevich kampflos den Tschechen Jiří Novák und Daniel Vacek.
Ogorodov bestritt zwischen 1994 und 2003 insgesamt 29 Begegnungen für die usbekische Davis-Cup-Mannschaft. Sowohl seine Einzelbilanz mit 36:14 Siegen als auch seine Doppelbilanz mit 17:10 Siegen ist dabei positiv. Mit diesen insgesamt 53 Siegen ist er der erfolgreichste Davis-Cup-Spieler seines Landes und darüber hinaus auch der Rekordspieler.

## Erfolge
| Legende (Anzahl der Siege)  |
| Grand Slam                  |
| ATP World Tour Finals       |
| ATP World Tour Masters 1000 |
| ATP World Tour 500          |
| ATP World Tour 250 (1)      |
| ATP Challenger Tour (11)    |

### Einzel

#### Turniersiege
| Nr. | Datum              | Turnier       | Belag     | Finalgegner            | Ergebnis        |
| --- | ------------------ | ------------- | --------- | ---------------------- | --------------- |
| 1.  | 15. September 1996 | Madras        | Hartplatz | Leander Paes           | 7:6, 6:3        |
| 2.  | 24. Juli 1999      | Córdoba       | Hartplatz | Gōichi Motomura        | 6:4, 3:6, 6:3   |
| 3.  | 31. Oktober 1999   | Samarqand (1) | Sand      | Emilio Benfele Álvarez | 1:6, 7:62, 7:62 |
| 4.  | 29. September 2001 | Samarqand (2) | Sand      | Vadim Kutsenko         | 6:3, 6:4        |

### Doppel

#### Turniersiege

##### ATP Tour
| Nr. | Datum              | Turnier   | Belag     | Partner     | Finalgegner             | Ergebnis   |
| --- | ------------------ | --------- | --------- | ----------- | ----------------------- | ---------- |
| 1.  | 19. September 1999 | Taschkent | Hartplatz | Marc Rosset | Mark Keil Lorenzo Manta | 7:64, 7:61 |

##### Challenger Tour
| Nr. | Datum            | Turnier   | Belag     | Partner          | Finalgegner                       | Ergebnis       |
| --- | ---------------- | --------- | --------- | ---------------- | --------------------------------- | -------------- |
| 1.  | 31. August 1996  | Samarqand | Sand      | José Frontera    | Martin Hromec Rogier Wassen       | 6:3, 6:4       |
| 2.  | 3. November 1996 | Aachen    | Hartplatz | Robbie Koenig    | Dave Randall Chris Woodruff       | 6:4, 3:6, 6:3  |
| 3.  | 24. Juli 1999    | Córdoba   | Hartplatz | Satoshi Iwabuchi | Noam Behr Eyal Erlich             | 6:3, 6:2       |
| 4.  | 1. August 1999   | Istanbul  | Hartplatz | Gōichi Motomura  | Jeff Coetzee Neville Godwin       | 6:2, 2:6, 6:2  |
| 5.  | 25. Juni 2000    | Lugano    | Sand      | Vadim Kutsenko   | Francisco Costa Tobias Hildebrand | 4:6, 7:63, 6:0 |
| 6.  | 14. Oktober 2000 | Buxoro    | Hartplatz | Vadim Kutsenko   | Noam Behr Aisam-ul-Haq Qureshi    | 6:4, 7:65      |
| 7.  | 7. Juli 2002     | Montauban | Sand      | Oliver Marach    | Federico Browne Christian Kordasz | 7:5, 7:65      |

#### Finalteilnahmen
| Nr. | Datum          | Turnier | Belag     | Partner  | Finalgegner                  | Ergebnis |
| --- | -------------- | ------- | --------- | -------- | ---------------------------- | -------- |
| 1.  | 13. April 1997 | Chennai | Hartplatz | Eyal Ran | Mahesh Bhupathi Leander Paes | 6:7, 5:7 |